# Aeropuerto Municipal de Fullerton
El Aeropuerto Municipal de Fullerton (IATA: FUL, OACI: KFUL), de propiedad y operado por la ciudad de Fullerton, es en estricto rigor el único campo de aviación que todavía funciona en el Condado de Orange, California. 
El aeropuerto está situado al sudoeste de Fullerton, el noreste del cruce de las líneas férreas de Santa Ana y Riverside. El aeropuerto y el parque industrial están rodeados por zonas residenciales. Es popular entre los pilotos privados que viajan a las atracciones cercanas, tales como Disneyland y Knott's Berry Farm, pero hay vuelos ocasionales a y desde Nevada, Arizona y Utah.

## Historia
Los orígenes del Aeropuerto Municipal de Fullerton se remontan al año 1913, cuando los aviadores de la zona utilizaron una antigua granja de cerdos como pista de aterrizaje.
El nacimiento “oficial” del aeropuerto es en 1927. William y Robert Dowling, con ayuda de H.A. Krause y la Cámara de comercio de Fullerton, solicitaron al Consejo autorización para convertir la zona en un campo de aterrizaje. El Consejo de la Ciudad de Fullerton aprobó la ordenanza en enero de 1927, estableciendo formalmente el aeropuerto. El Consejo arrendó el terreno a la Cámara por un plazo de cinco años, con una renta de US$1 anual, y la Cámara, a su vez, subarrendó a Guillermo Dowling y a su amigo Willard Morris de Yorba Linda. La ciudad asumiría el control directo de las instalaciones en enero de 1941.
Una parte de la película Los ángeles del infierno de Howard Hughes fue filmada en Fullerton en 1929. Hughes volvería a aparecer en la historia de Fullerton comprando una porción del terreno para su compañía Hughes Aircraft. Las instalaciones llegaron a ser la sede del Hughes Aircraft Ground Systems Group, que cerró en 2000. 
En 1949, Dick Riedel y Bill Barris del Servicio Aéreo de Fullerton, patrocinados por la Cámara de Comercio de Fullerton, marcaron un récord mundial de resistencia de vuelo en el aeropuerto, manteniendo su avión en vuelo durante 1.008 horas y 2 minutos. 
La torre de control, construida en 1959 con fondos de la Administración Federal de Aviación, fue la primera en Condado de Orange.

## Instalaciones
El aeropuerto municipal de Fullerton cubre 86 acres y tiene una línea férrea y tres helipuertos: 
- Línea férrea 6/24: 951 x 2 m, superficie: Asfalto
- Helipuerto H1: 11 x 11 m, superficie: Concreto
- Helipuerto H2: 11 x 11 m, superficie: Concreto
- Helipuerto H3: 11 x 11 m, superficie: Concreto

La torre de control maneja un promedio de 262 operaciones aéreas diarias.

## Accidentes e incidentes
El aeropuerto y sus alrededores han presenciado algunos accidentes aéreos. Los residentes se han quejado de que los pilotos se desvían a menudo de su ruta de acercamiento al aeropuerto, siguiendo la línea férrea de Santa Fe. Los pilotos, por su parte, se quejan que Fullerton y la ciudad vecina de Buena Park han permitido demasiado desarrollo residencial en el área, que había sido casi enteramente agrícola cuando el aeropuerto fue construido. 
Desde 1986, al menos 28 aeroplanos se han estrellado en el aeropuerto o zonas cercanas, pereciendo un total de 11 personas. El más reciente, ocurrió el 27 de septiembre de 2004 cuando una reproducción de 1986 de un Ford Trimotor se estrelló dejando a cuatro personas heridas.